# Bella Murphy
Bella Murphy (* 29. Januar 2002) ist eine US-amerikanische Schauspielerin.
Bella Murphy ist eines von fünf Kindern des US-amerikanischen Schauspielers Eddie Murphy und seiner Ex-Frau Nicole Murphy.
Sie wollte bereits früh Schauspielerin werden, ihre Familie erlaubte es ihr ab dem Alter von 18 Jahren.
2021 gab sie ihr Filmdebüt in der Rolle der Prinzessin Omma in der Filmkomödie Der Prinz aus Zamunda 2.